# Kurt Delbrück
Kurt Delbrück (* 11. März 1859 in Kupfermühle bei Stettin; † 15. März 1945 in Berlin) war ein deutscher evangelischer Pfarrer und Schriftsteller.

## Leben
Er wurde in Kupfermühle geboren, einem Vorort von Stettin, der noch im selben Jahr nach Stettin eingemeindet wurde. Sein Vater Walter Delbrück (1828–1871) war Versicherungsagent, seine Mutter Marie Anna geborene Philipp (1831–1884) war die Tochter eines Rechnungsrates. Die Familie zog 1862 nach Halle (Saale) und 1866 nach Dresden. Delbrück studierte Evangelische Theologie an der Universität Halle und wurde 1884 in Berlin ordiniert. Er war von 1884 bis 1886 Garnisonshilfspfarrer in Berlin, von 1886 bis 1904 Garnisonspfarrer in Hannover und von 1904 bis zu seinem Ruhestand 1930 Pfarrer in Berlin-Schöneberg.
Delbrück betätigte sich als Schriftsteller und veröffentlichte neben einigen religiösen Schriften Theaterstücke und Romane.
Delbrück heiratete 1888 in Hannover Maria von Hindersin, Tochter des preußischen Generals Gustav Eduard von Hindersin. Aus der Ehe gingen zwei Töchter hervor. Delbrück wurde mit dem Roten Adlerorden 4. Klasse ausgezeichnet.

## Schriften (Auswahl)

### Religiöse Schriften
- Hat Jesus Christus gelebt? Ein Vortrag. Vossische Buchhandlung, Berlin 1910.
- Glaubensbekenntnis und wahres Christentum im Licht des Evangelium Johannes. 3 gemeinverständliche Vorträge. Mühlmann, Halle (Saale) 1913.
- Göttliche Vorsehung oder Zufall im gegenwärtigen Kriege? Betrachtungen. Mühlmann, Halle (Saale) 1915.

### Belletristik
- Wege des Herrn. Rauert und Rocco, Leipzig 1888. urn:nbn:de:gbv:9-g-5210849
- Die Salzburger. Volksschauspiel. Hannover 1894.
- Ueber Todten-Gefilde. G. Strübig, Leipzig 1896. urn:nbn:de:gbv:9-g-5211504
- Leipzig 1813. Verlag des Bureau Karl Fischer, Berlin-Friedenau 1911. urn:nbn:de:gbv:9-g-5210732
- Das Volk steht auf! Danner, Mühlhausen in Thüringen 1912. urn:nbn:de:gbv:9-g-5210756
- Liebe glaubt alles! Mühlmann, Halle (Saale) 1918. urn:nbn:de:gbv:9-g-5210711
- Lorenzo von Medici und Savonarola. Mühlmann, Halle (Saale) 1920. urn:nbn:de:gbv:9-g-5211366
- Papst Alexander VI. und Savonarola. Ein Sittenroman aus der Renaissance. Mühlmann, Halle (Saale) 1921. urn:nbn:de:gbv:9-g-5211377
- Wilhelm von Oranien und die schöne Gilline. Hachmeister und Thal, Leipzig 1922. urn:nbn:de:gbv:9-g-5210692
- Die Liebe des jungen Beethoven. Mühlmann, Halle (Saale) 1922. urn:nbn:de:gbv:9-g-5210764
- Beethovens letzte Liebe. Mühlmann, Clausthal und Leipzig 1925. urn:nbn:de:gbv:9-g-5212696